# 日本伝道福音教団
日本伝道福音教団（にほんでんどうふくいんきょうだん）は新潟県長岡市に事務所を置く、日本のプロテスタント福音派の団体。日本福音同盟に加盟している。

## 歴史
- 1935年 福音伝道教団が新潟県三条、加茂、小千谷での伝道を開始した。
- 1949年6月 カナダのプレーリー聖書学院の教師と卒業生が中心となった宣教師の一団（バイブル・インスティテュート・オブ・ジャパン）が来日する。
- 1949年秋 軽井沢に移り軽井沢聖書学院を開設した。
- 1950年 宣教団日本伝道ミッション（JEM）が戦前の福音伝道教団の新潟県における働きを引き継ぐ｡
- 1952年 柏崎聖書学院（1998年新潟聖書学院に改称）
- 1958年 それまで形成された9つの教会で日本伝道福音教団が形成された。
- 1970年 宣教団の支援から離れて、教会形成と開拓伝道を始めた。現在新潟県、北陸を中心に20の教会を有する。ウィックリフ聖書翻訳協会宣教師4名を送り出している。
- 1982年 教団の母団体のJEMがTEAMと合併したことにより、TEAMとの協力関係で活動を進めている。
- 1998年 TEAM、日本同盟基督教団、日本伝道福音教団の三者で新潟聖書学園（新潟聖書学院、聖ヶ丘バイブルキャンプ）を設立した。
- 2000年 TEAMの旧JEM関係の新潟におけるカナダ人教師がすべて本国に帰国する｡

## 特色
- プロテスタント宗教改革の信仰的立場を継承している。